# Marché de L'Isle-sur-la-Sorgue
Le marché de L'Isle-sur-la-Sorgue, dans le département français de Vaucluse en région Provence-Alpes-Côte d'Azur, est l'un des plus anciens et des plus animés marchés de Provence. Ses origines remontent au XIIe siècle et sa réglementation au XVIe siècle.

## Origine
La cité des pêcheurs avait un marché au XIIe siècle quand l’abbaye Saint-André de Villeneuve-lès-Avignon y possédait le prieuré Saint-Gervais. Fief des comtes de Provence, puis des comtes de Toulouse, enfin du Saint-Siège (1274), la cité a été fortifiée par les papes et devint le refuge des villages voisins. La réglementation du marché date du pontificat de Jules II qui, par une bulle de mai 1512, le fixa au samedi. Le cardinal Octave d'Acquaviva, légat pontifical, à Avignon, établit celui du jeudi, par bulle datée du 9 novembre 1596.
Ce marché du jeudi proposait des bestiaux, des volailles et des fruits et légumes aux acheteurs locaux et aux marchands. C'était, après le marché de Carpentras, le plus important du Comtat Venaissin. Plus tard, un marché aux raisins se tint à Villevieille, près de l'actuel lycée Benoit. 
Deux foires se tenaient à L'Isle-sur-la-Sorgue : celle de Saint-Pancrace, le 12 mai, et celle des Saint-Simon et Saint-Jude, le 28 octobre. Elles étaient fort courues puisque toutes les marchandises achetées étaient franches de taxes.

## Déroulement

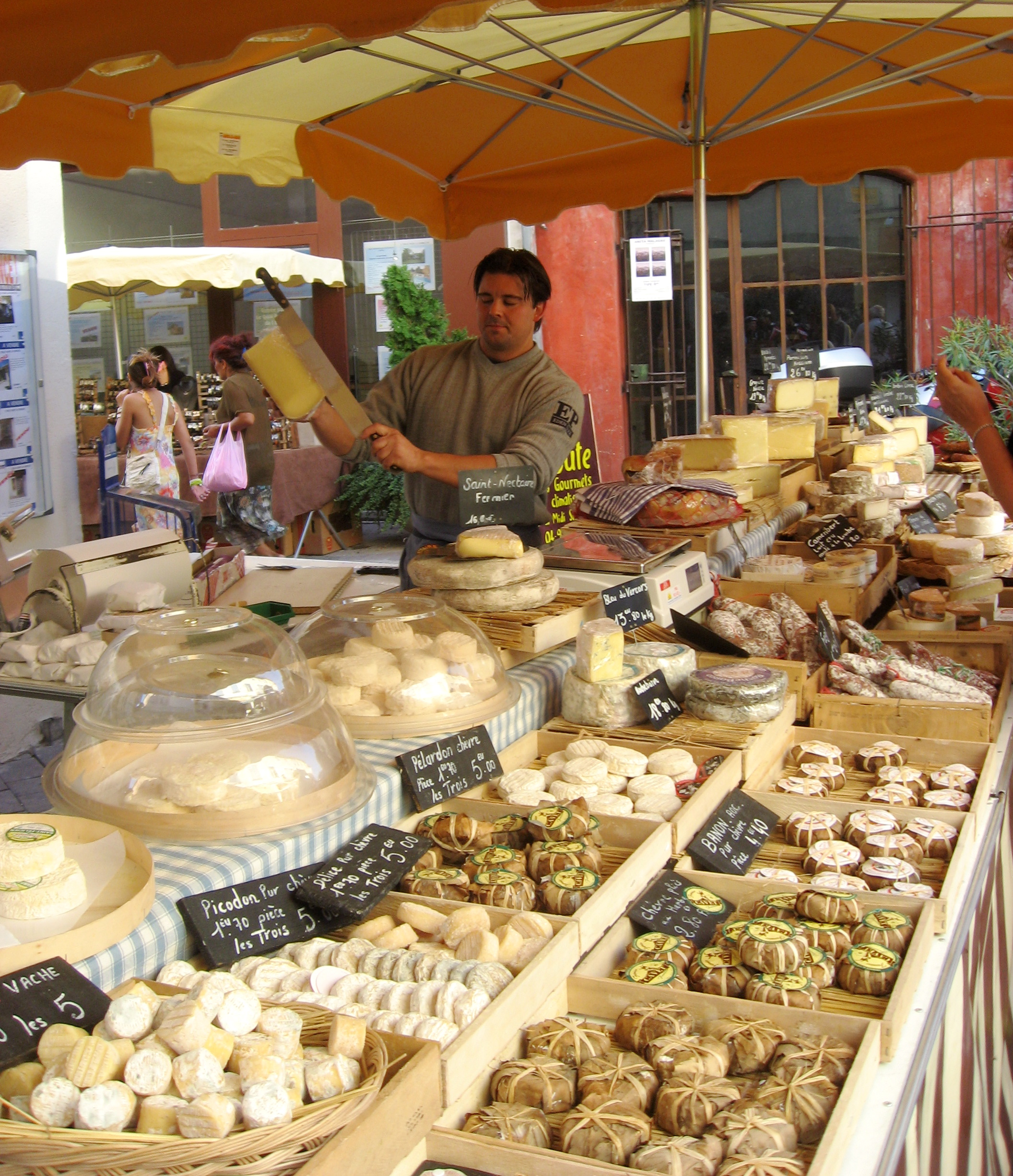
Fromager
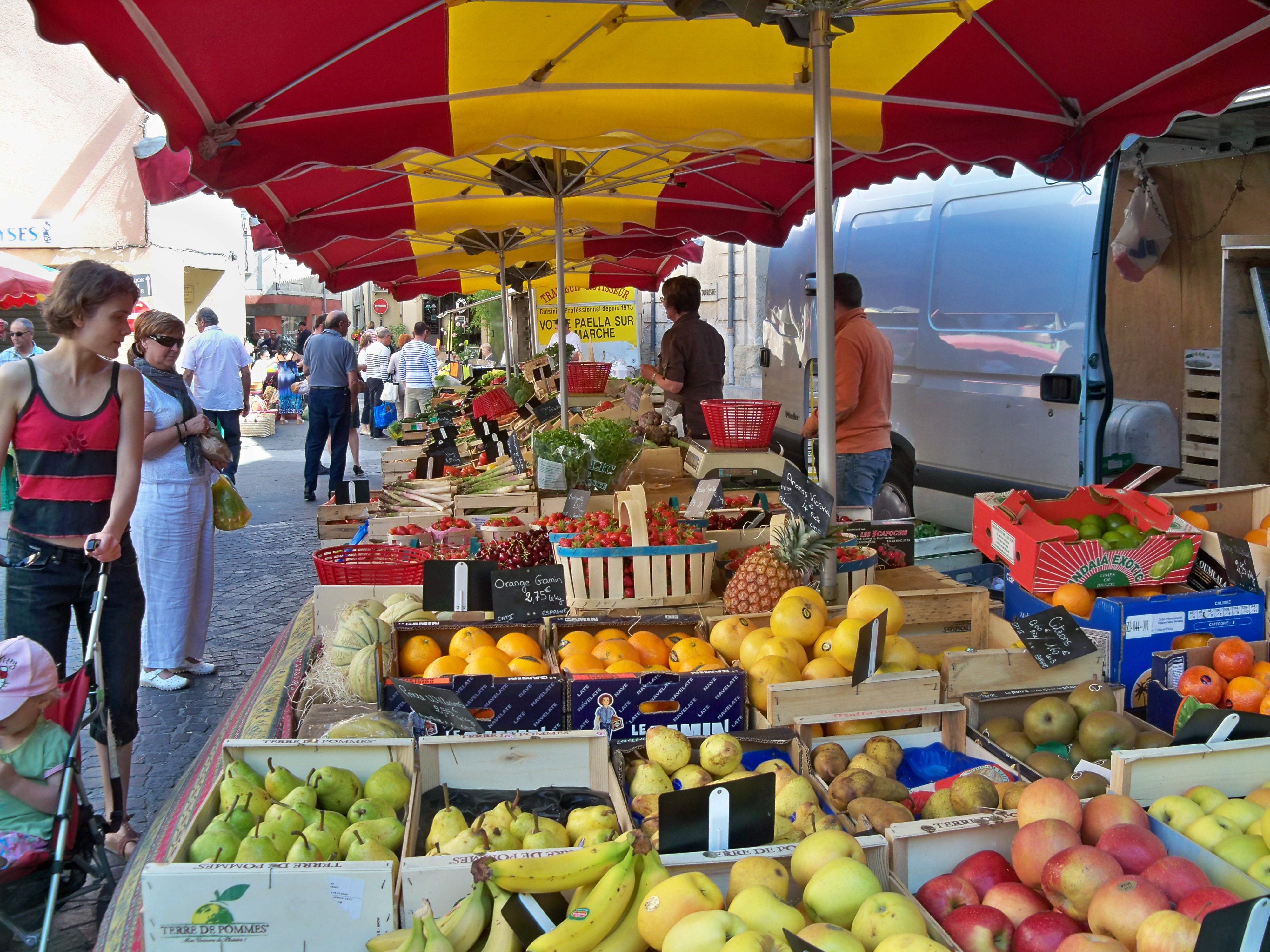
Étal de fruits

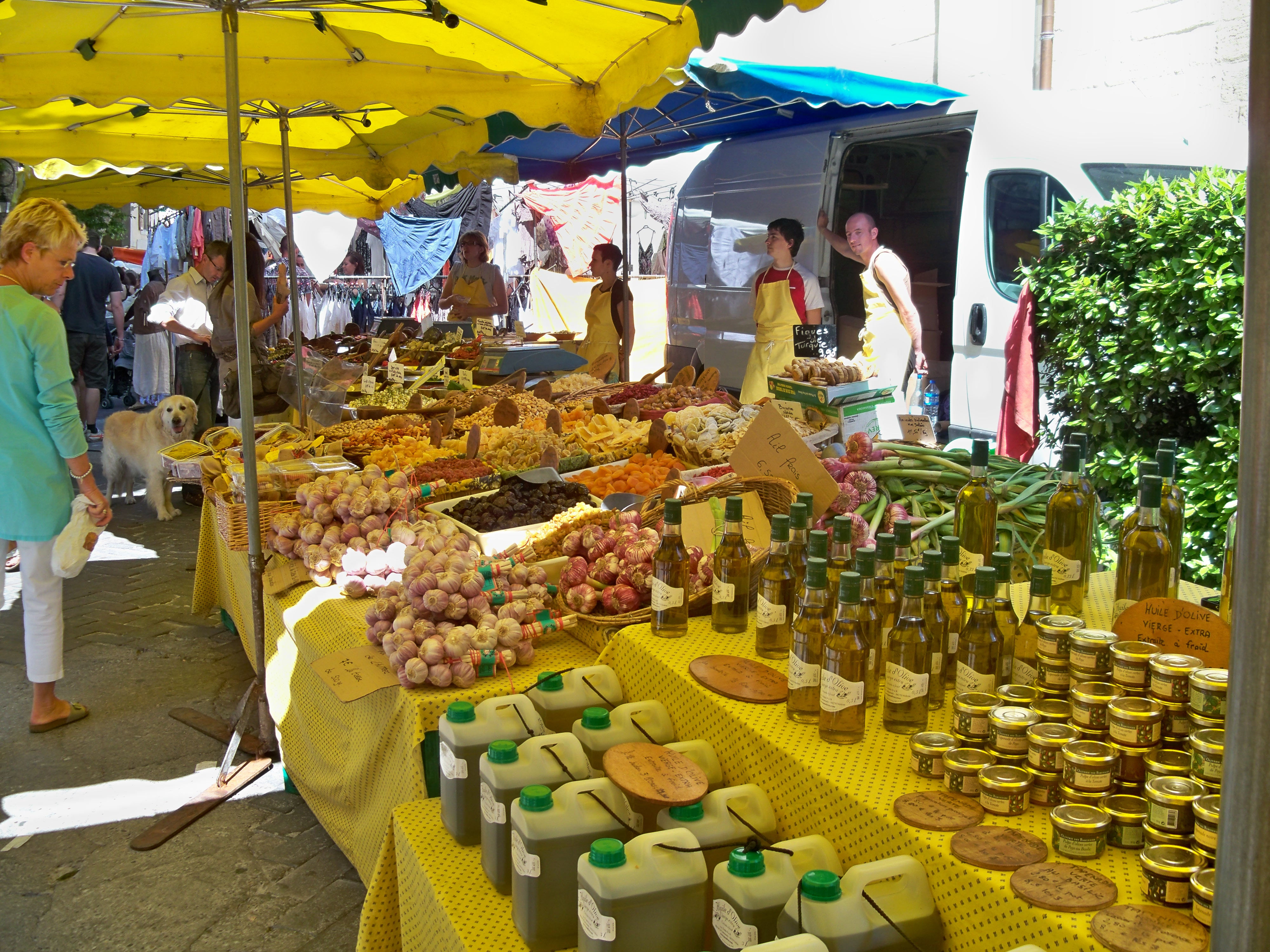
Huile d'olive et tapenade
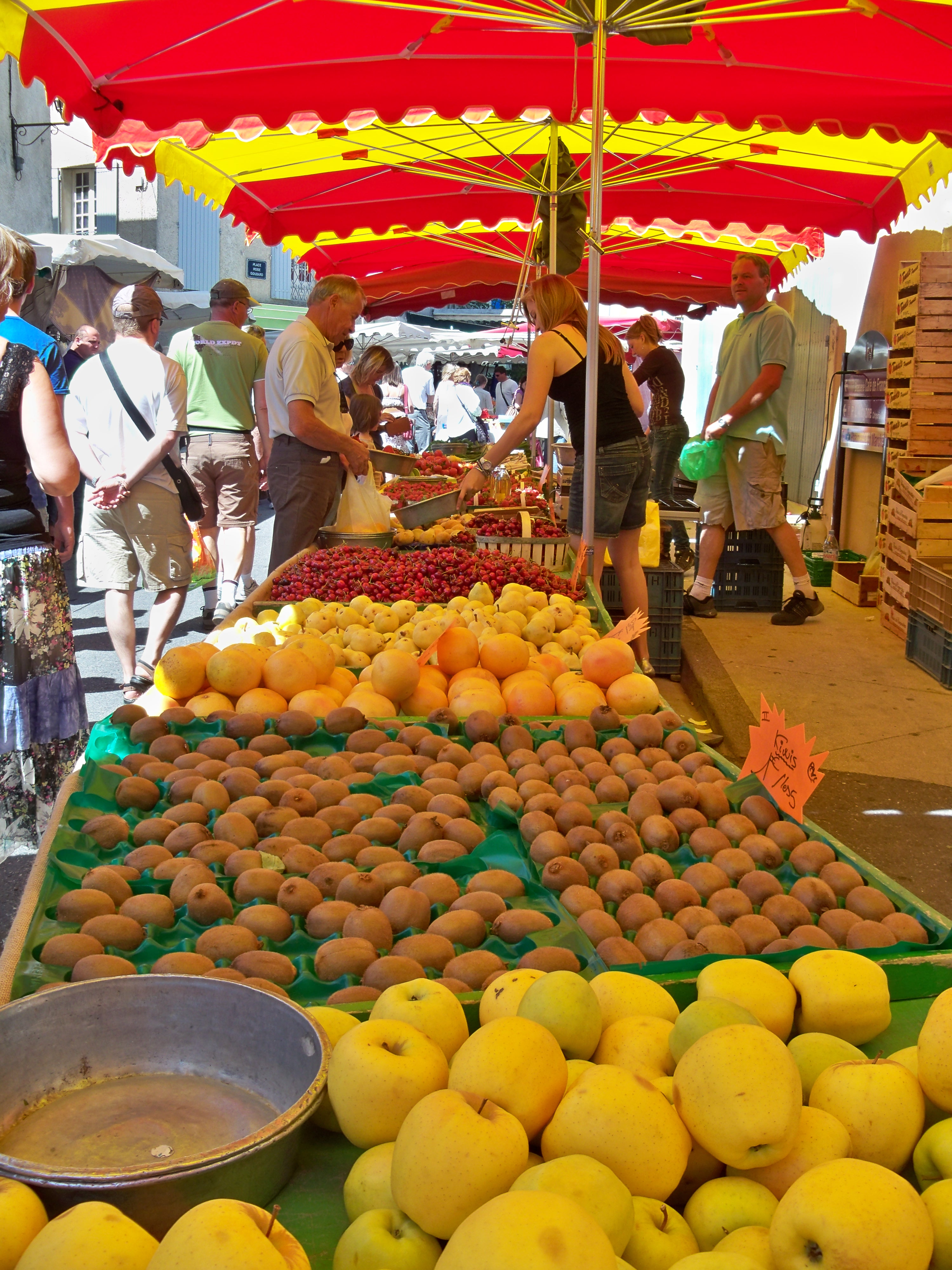
Fruits de saison

Actuellement se déroulent trois marchés dans la semaine. Celui des produits du terroir, qui se tient toute l'année, le jeudi matin de 9 heures à midi et demi autour de l'église et sur la place Rose Goudard, celui des producteurs qui a lieu tous les lundis soir du 7 mai au 24 septembre, et enfin le marché provençal du dimanche matin. Ce dernier se déroule de 8 heures à 13 heures, toute l'année, dans le centre-ville et sur les quais de la Sorgue. Proposant quantité de produits du terroir, c'est l'un des plus animés et des plus colorés du Comtat Venaissin. 

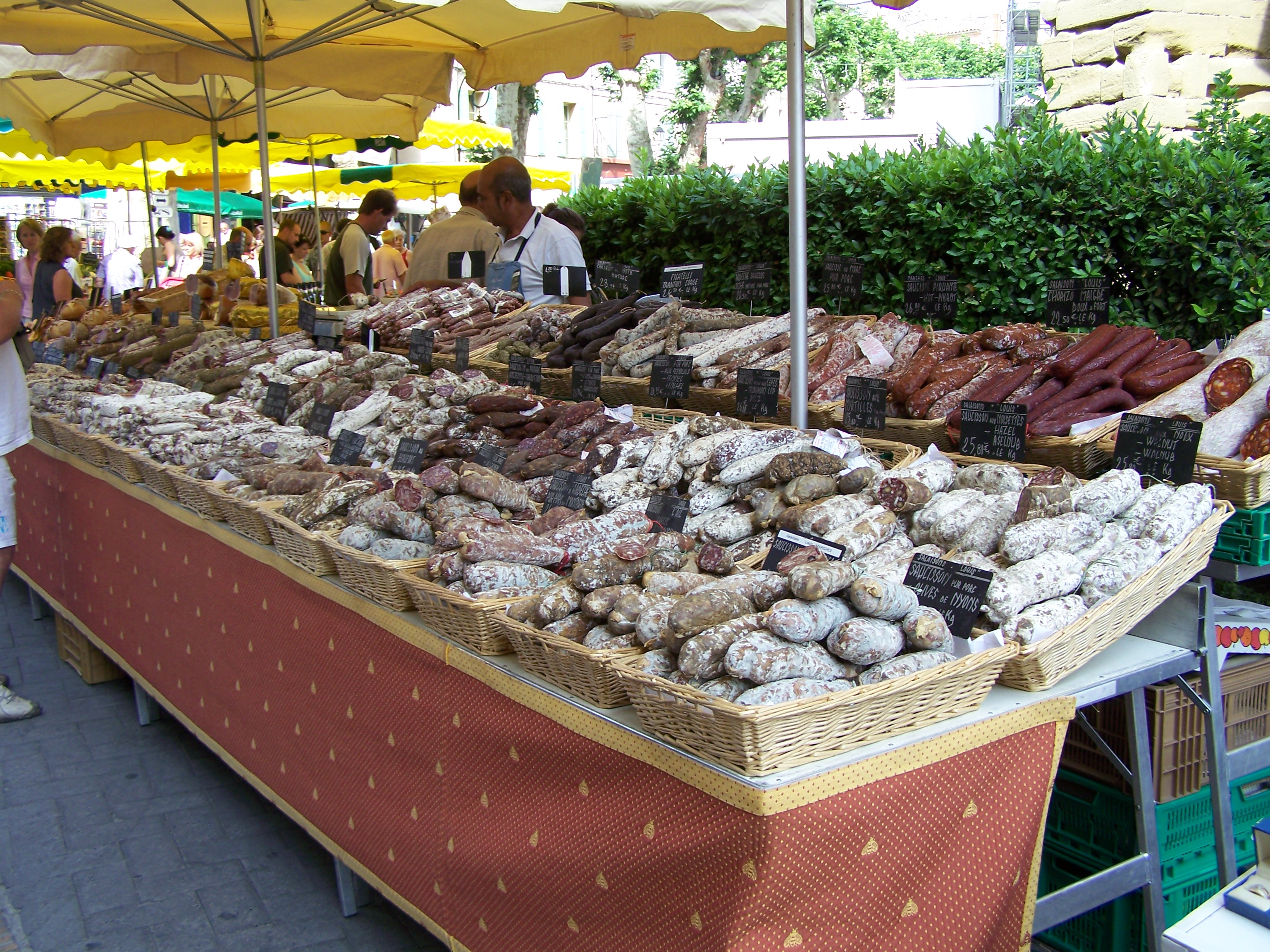
Charcuterie
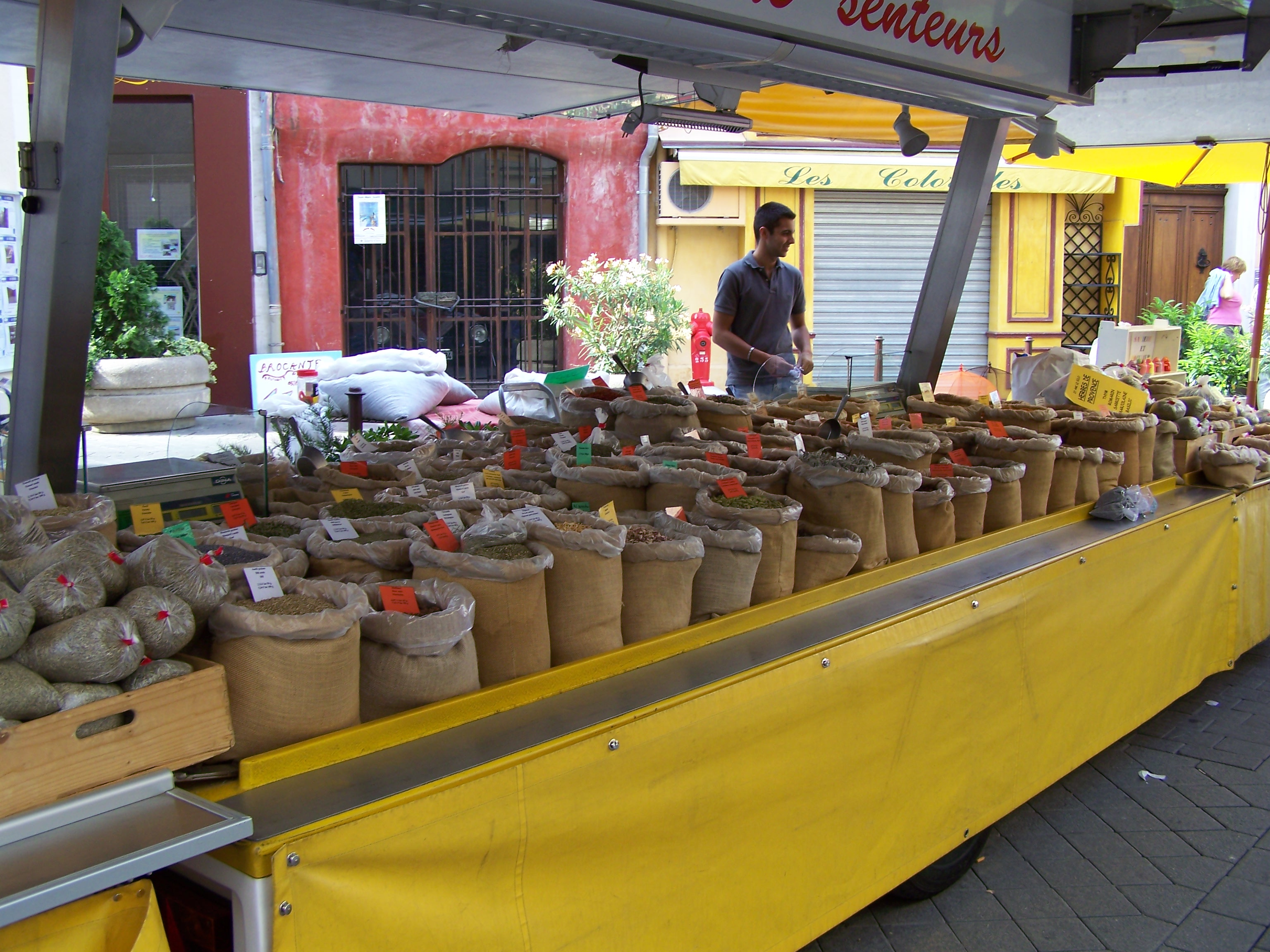
Herbes de Provence

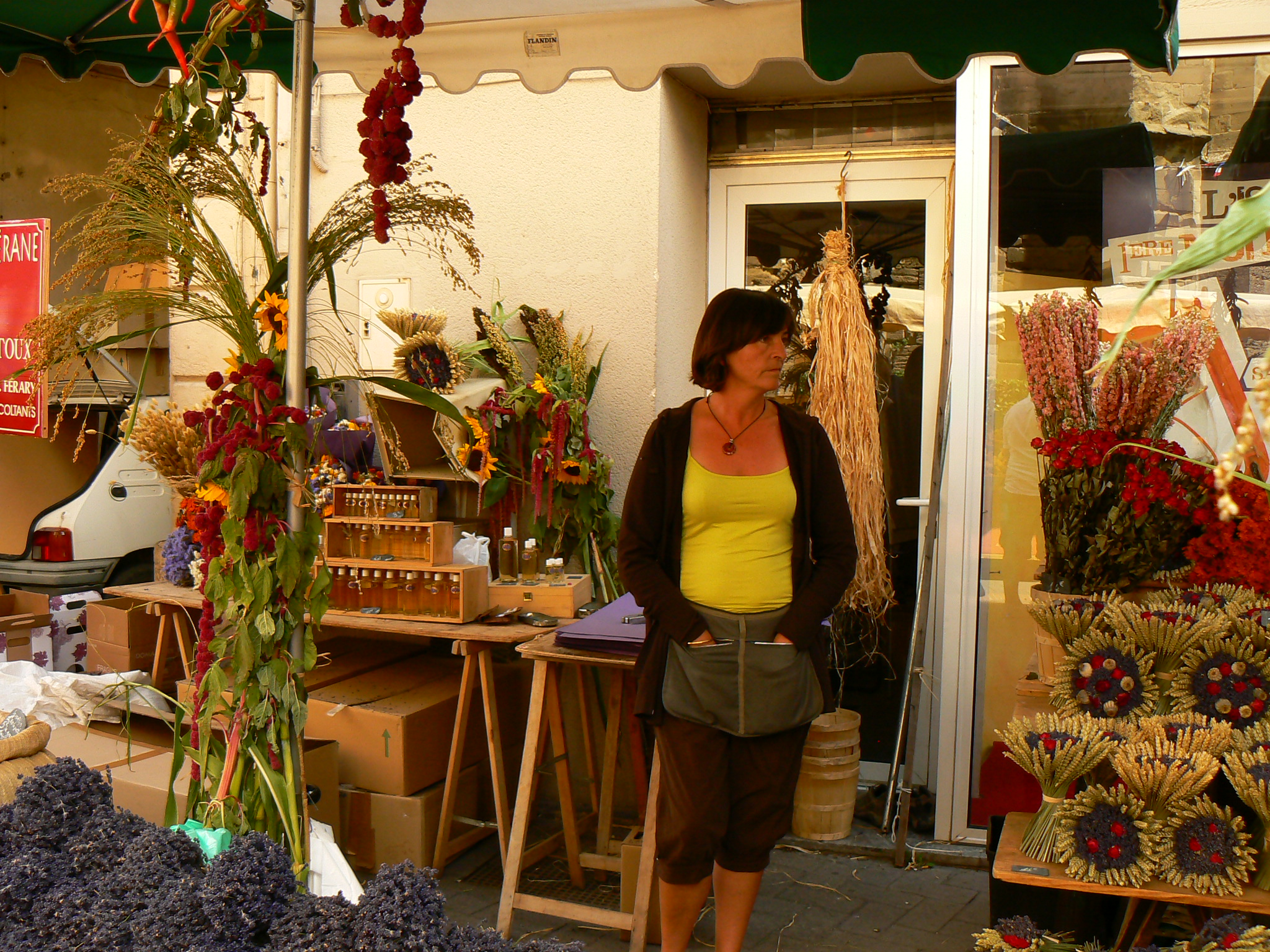
Lavande et fleurs séchées
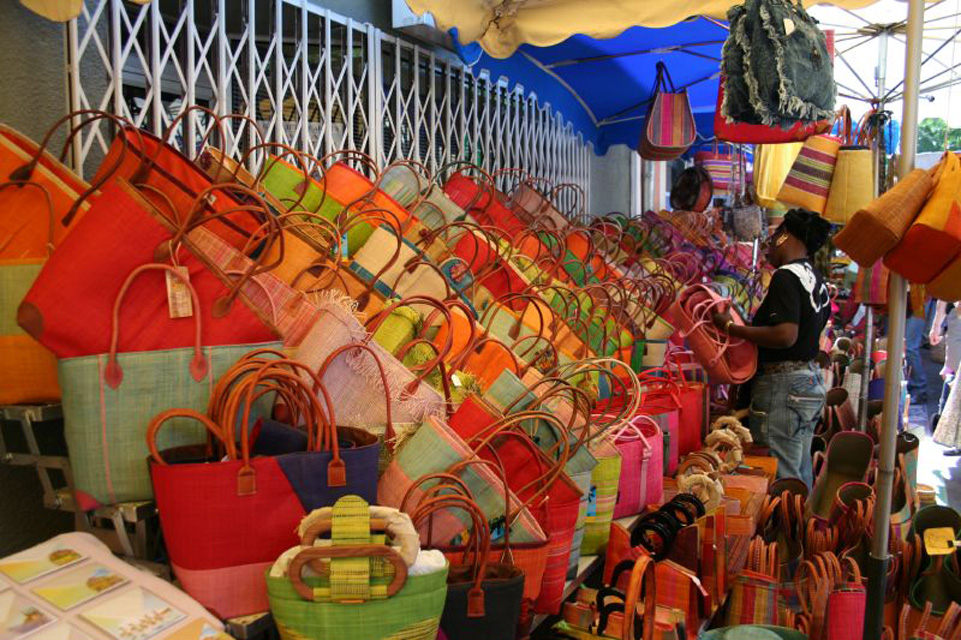
Sacs à provision

Le marché flottant a été créé dans le courant des années 1980 par René Legier. Il se déroule sur la Sorgue, les fruits et légumes sont entreposés sur des barques à fond plat, les négo-chins, conduites par des bateliers qui proposent ces victuailles aux habitants de l'Isle-sur-la-Sorgue et aux touristes le premier dimanche d'août.

Marché flottant du 5 août 2012
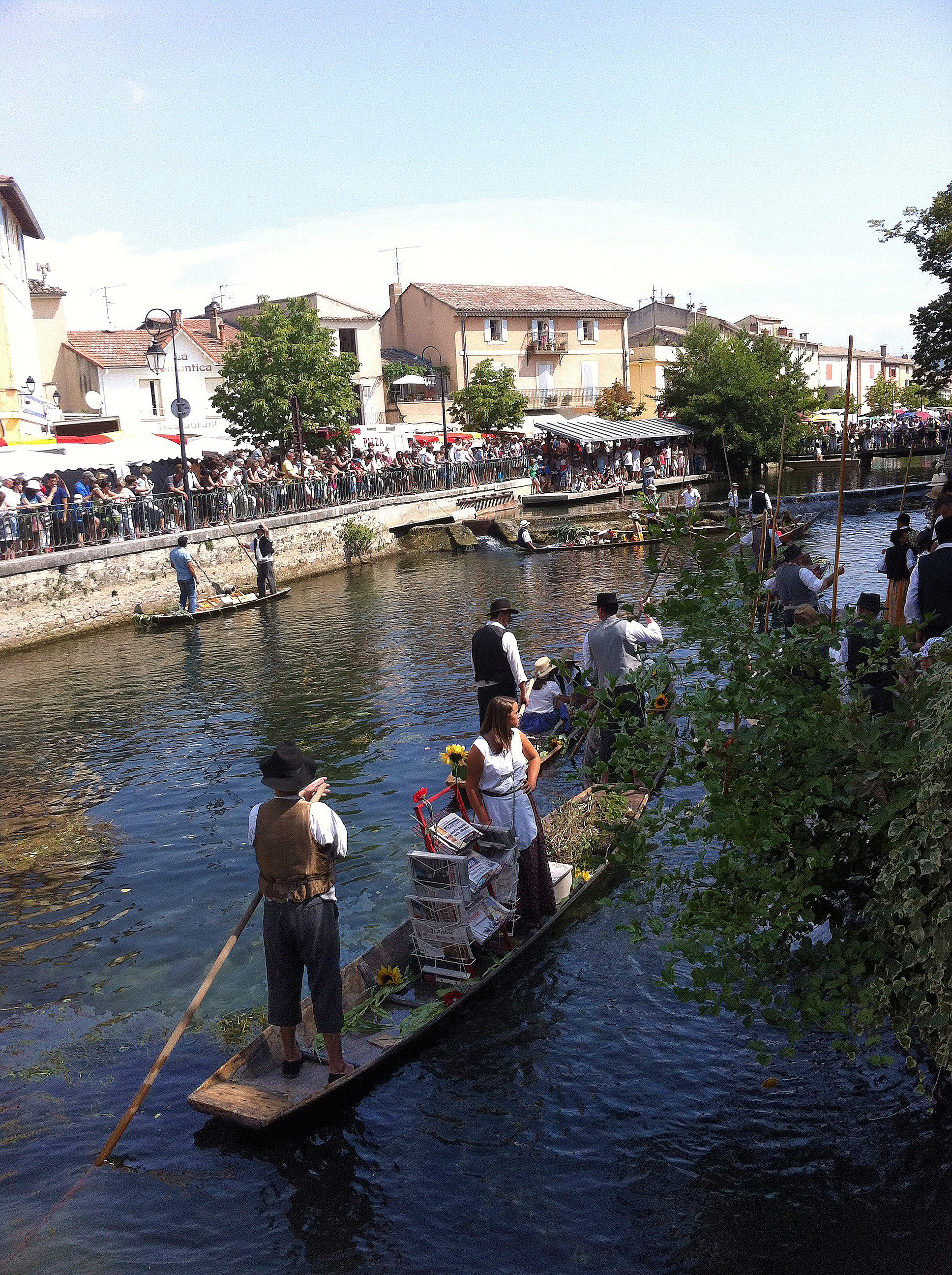
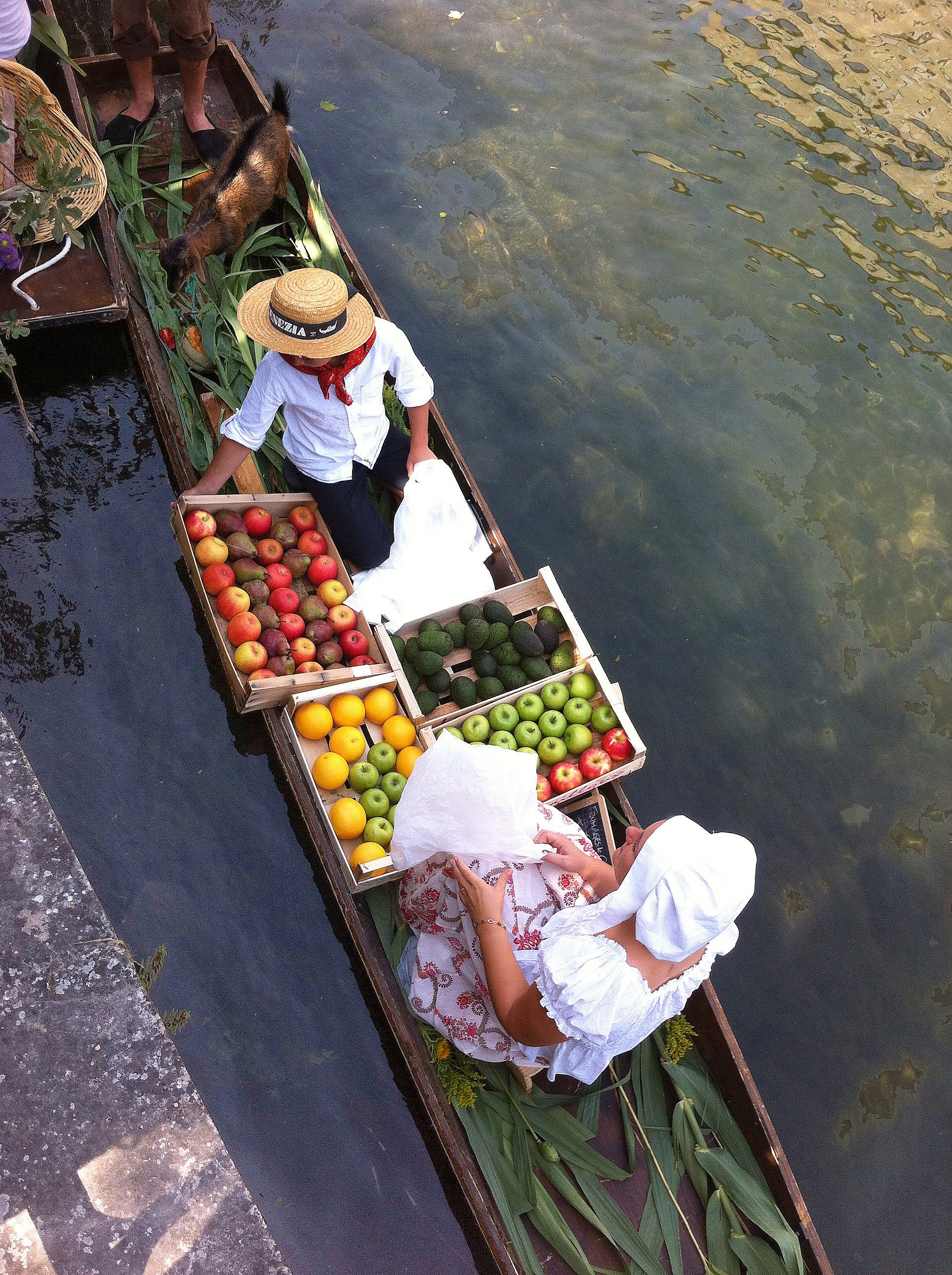

## Autres marchés
Du 29 avril au 31 octobre, un marché agricole se tient tous les samedis matin, au Petit Palais, hameau de L'Isle-sur-la-Sorgue, de 9 heures à midi. Il est à noter que le marché du dimanche de l'Isle est doublé par une brocante. Ce marché se tient toute la journée et toute l'année, avenue des Quatre otages.

Brocante du dimanche à L'Isle-sur-la-Sorgue
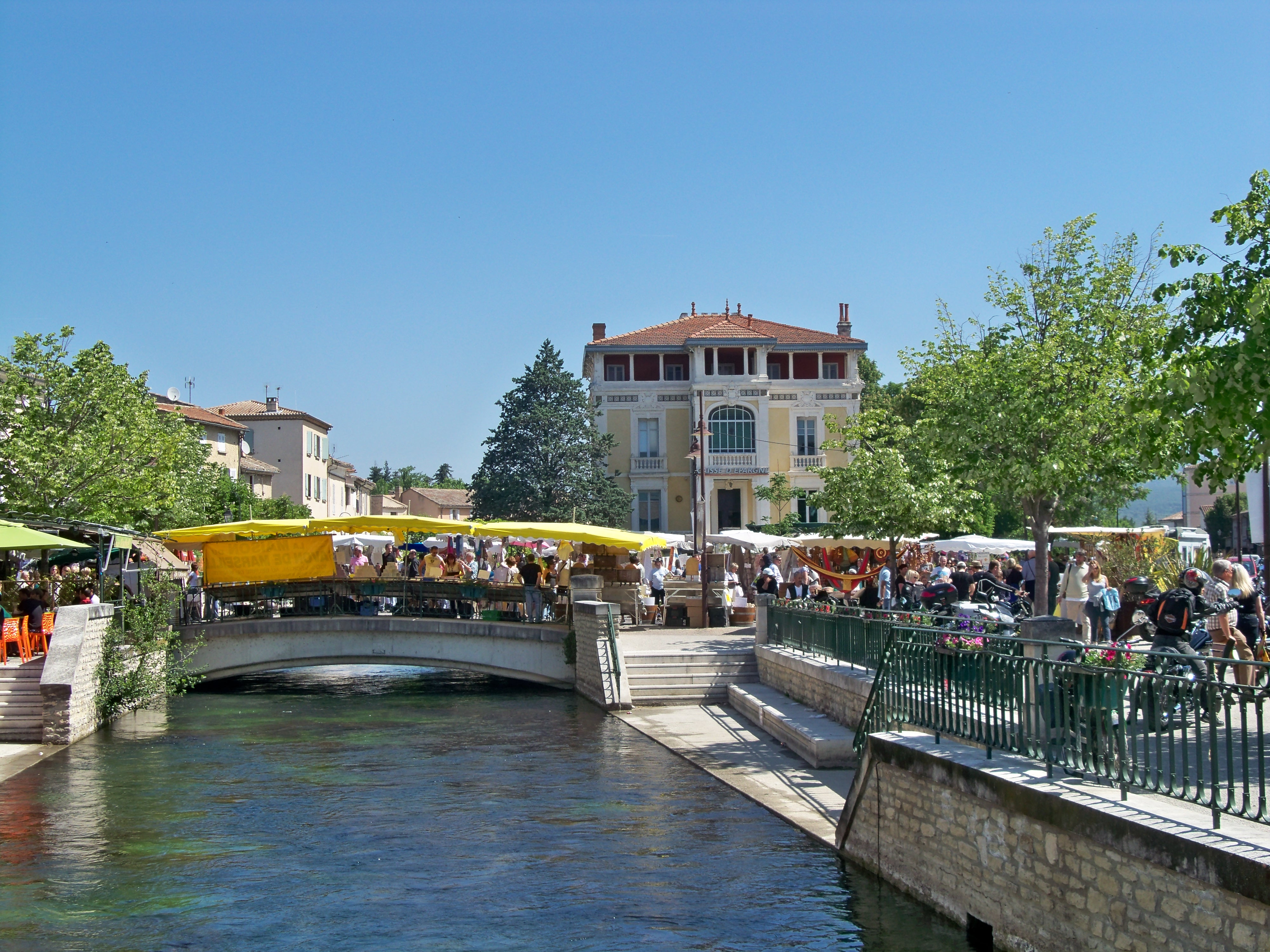
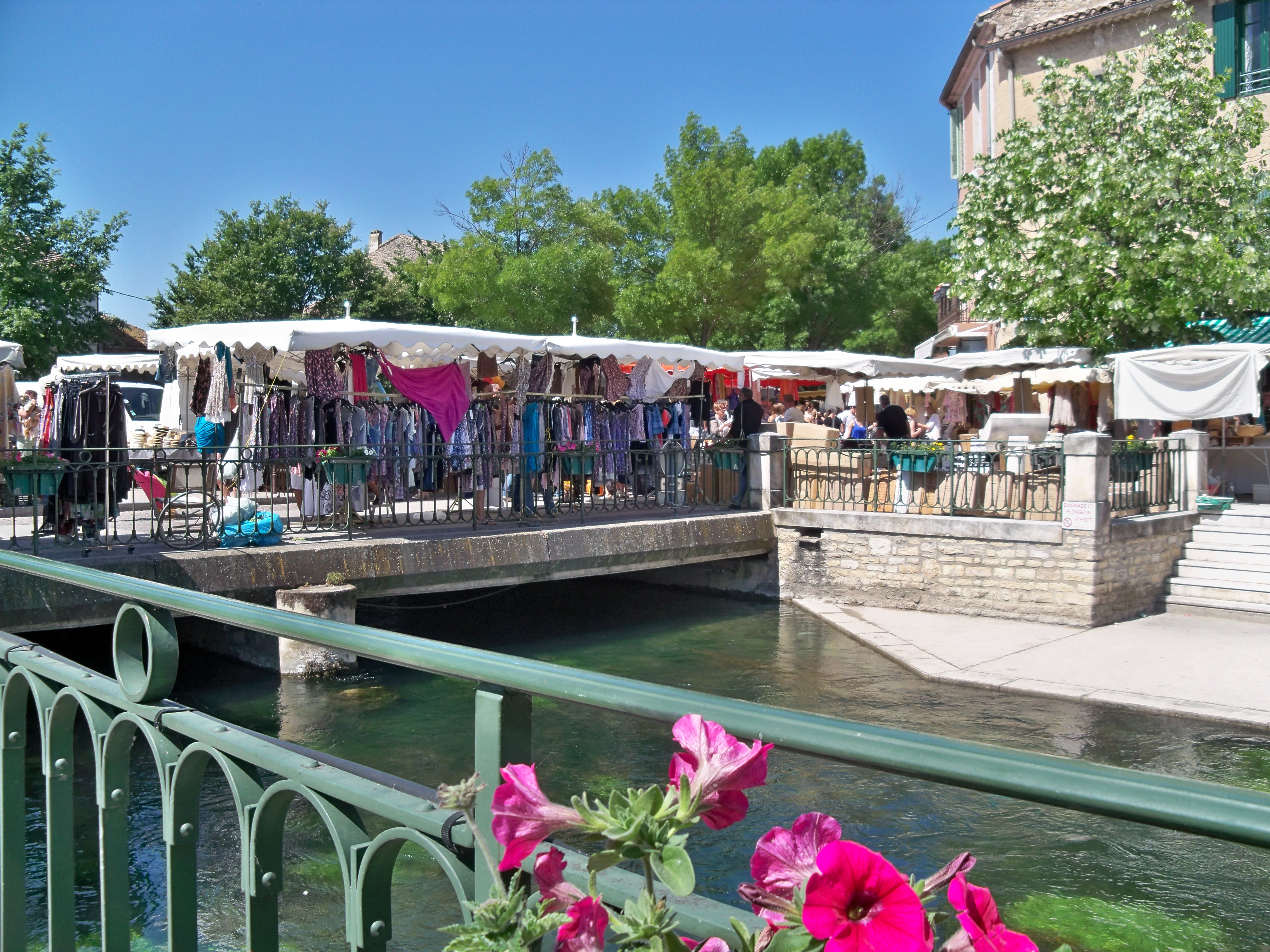
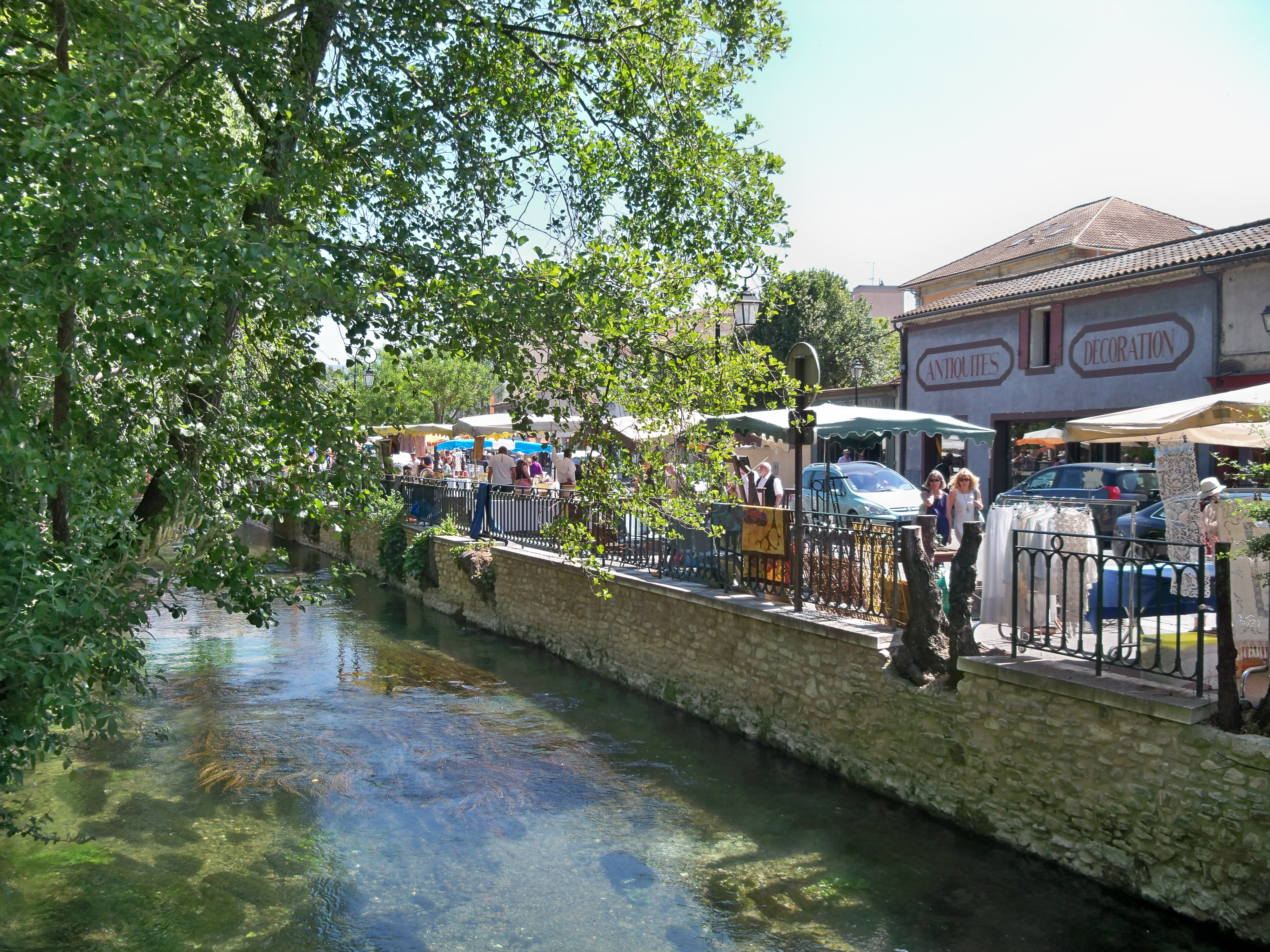